# Odprto prvenstvo Anglije 2021
Odprto prvenstvo Anglije 2021 je teniški turnir za Grand Slam, ki je med 28. junijem in 11. julijem 2021 potekal v Londonu.

## Moški posamično
- Novak Đoković :  Matteo Berrettini, 6–7(4–7), 6–4, 6–4, 6–3

## Ženske posamično
- Ashleigh Barty :  Karolína Plíšková, 6–3, 6–7(4–7), 6–3

## Moške dvojice
- Nikola Mektić /  Mate Pavić :  Marcel Granollers /  Horacio Zeballos, 6–4, 7–6(7–5), 2–6, 7–5

## Ženske dvojice
- Hsieh Su-wei /  Elise Mertens :  Veronika Kudermetova /  Jelena Vesnina, 3–6, 7–5, 9–7

## Mešane dvojice
- Neal Skupski /  Desirae Krawczyk :  Joe Salisbury /  Harriet Dart, 6–2, 7–6(7–1)